# Geißrucken
Der Geißrucken ist ein mit Verordnung vom 3. Dezember 1992 durch das Regierungspräsidium Tübingen ausgewiesenes Naturschutzgebiet auf dem Gebiet der Gemeinde Merklingen.

## Lage
Das Naturschutzgebiet Geißrucken liegt ungefähr zwei Kilometer östlich von Merklingen, südlich der Landesstraße 1234 nach Scharenstetten im Naturraum Mittlere Kuppenalb.

## Schutzzweck
Wesentlicher Schutzzweck ist laut Schutzgebietsverordnung „die Erhaltung einer typischen Wacholderheide der Schwäbischen Alb mit ihren zahlreichen Pflanzengesellschaften [...]; die Pflege und Weiterentwicklung dieser intakten Heidefläche durch die für diese Landschaftsteile charakteristische extensive Schafbeweidung; der Erhalt dieser durch den Einfluß von Mensch und Tier entstandenen Landschaft als Zeuge früherer Wirtschaftsweise sowie die Schaffung eines Bindegliedes im Heideverbund Laichingen‑Merklingen‑Nellingen zur Sicherung der regionalen Funktion als Überlebensraum für an diese Standorte besonders angepaßte Arten.“

## Landschaftscharakter
Das Naturschutzgebiet Geißrucken umfasst einen südwest-exponierten Hang eines für die Mittlere Kuppenalb typischen Trockentals. Es ist größtenteils von einer Wacholderheide bedeckt. Oberhalb schließt ein Nadelmischwald an.

## Zusammenhängende Schutzgebiete
Das Naturschutzgebiet liegt eingebettet in das Landschaftsschutzgebiet Merklingen. Es bildet eine Verbundsachse mit den westlich davon gelegenen Naturschutzgebieten Sandburr und Bleich und ist Bestandteil des FFH-Gebiets Kuppenalb bei Laichingen und Lonetal.